# Atanas Atanasov (lutte)
Pour les articles homonymes, voir Atanas Atanasov et Atanasov.
Atanas Atanasov, né le 4 février 1963, est un lutteur bulgare.

## Carrière
Il est médaillé d'argent dans la catégorie des moins de 130 kg aux Championnats d'Europe de lutte 1985 et aux Championnats d'Europe de lutte 1988 et médaillé de bronze dans la même catégorie aux Championnats d'Europe de lutte 1987. Il termine cinquième aux Jeux olympiques d'été de 1988.